# Gullballen
Gullballen, (Svenska: Guldbollen), är Norges Fotballforbunds pris till årets bästa norska fotbollsspelare på dam- och herrsidan.
I 2015 blev Ada Hegerberg första kvinnliga mottagare. Hegerberg, Caroline Graham Hansen och Erling Haaland är de enda som vunnit Gullballen fler än två gånger. Gullballen har blivit utdelat på Idrettsgallaen sedan 2015.

## Pristagare

### 2014–2017

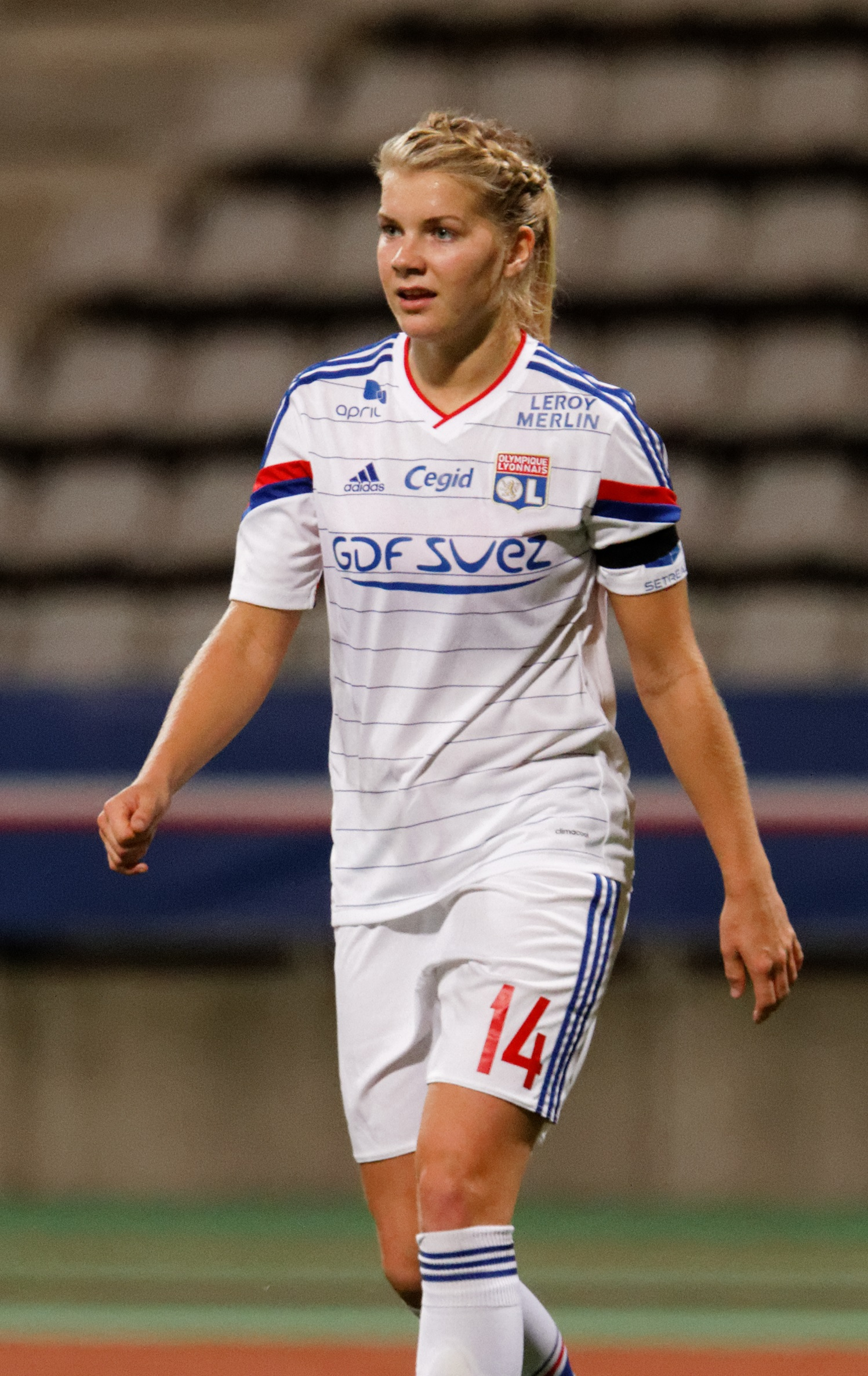
Ada Hegerberg, vann Gullballen 2015, 2016 och 2018.

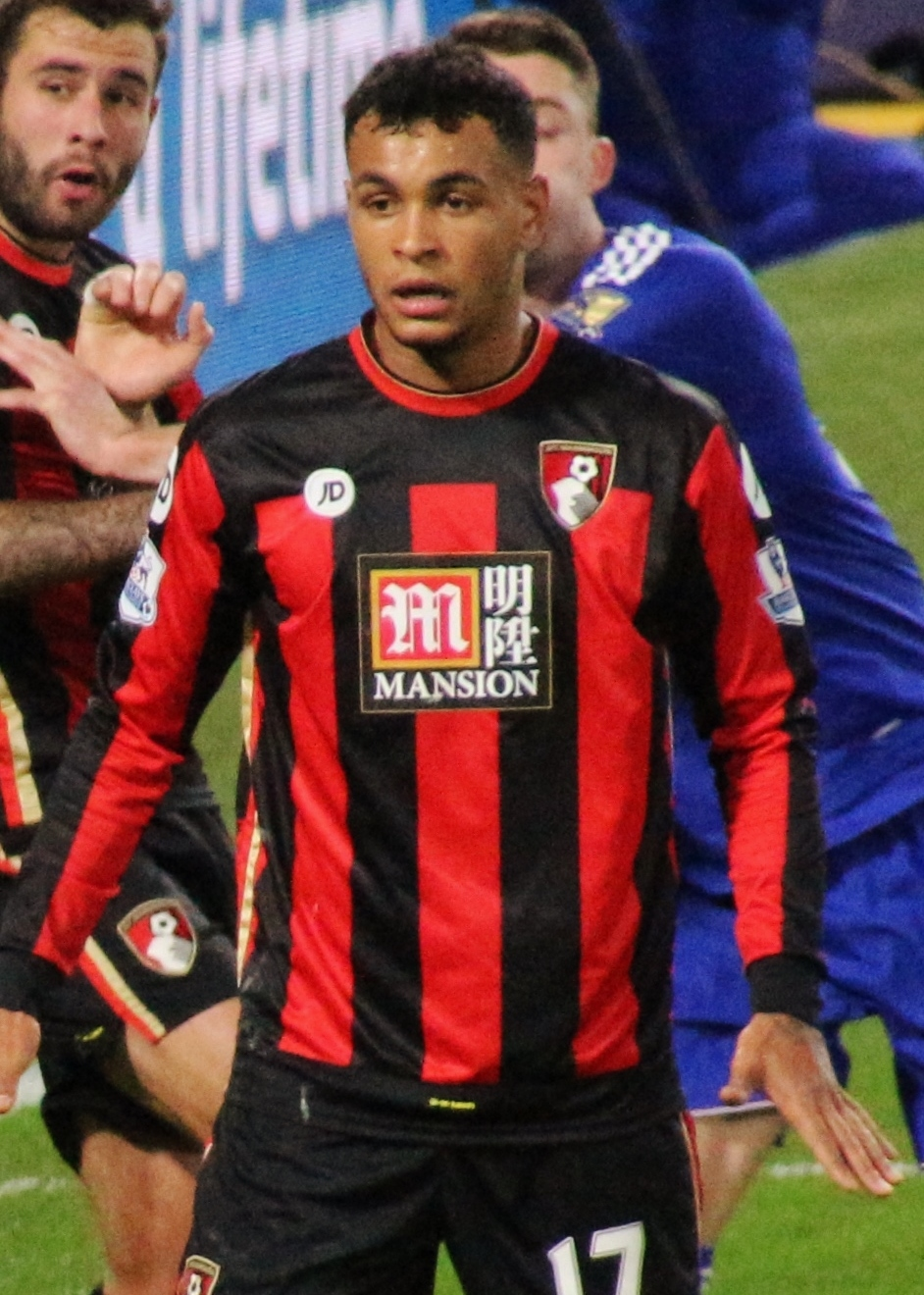
Joshua King vann 2017.

| År   | Vinnare           | Klubb       |
| ---- | ----------------- | ----------- |
| 2014 | Stefan Johansen   | Celtic      |
| 2015 | Ada Hegerberg     | Lyon        |
| 2016 | Ada Hegerberg (2) | Lyon        |
| 2017 | Joshua King       | Bournemouth |

### 2018–

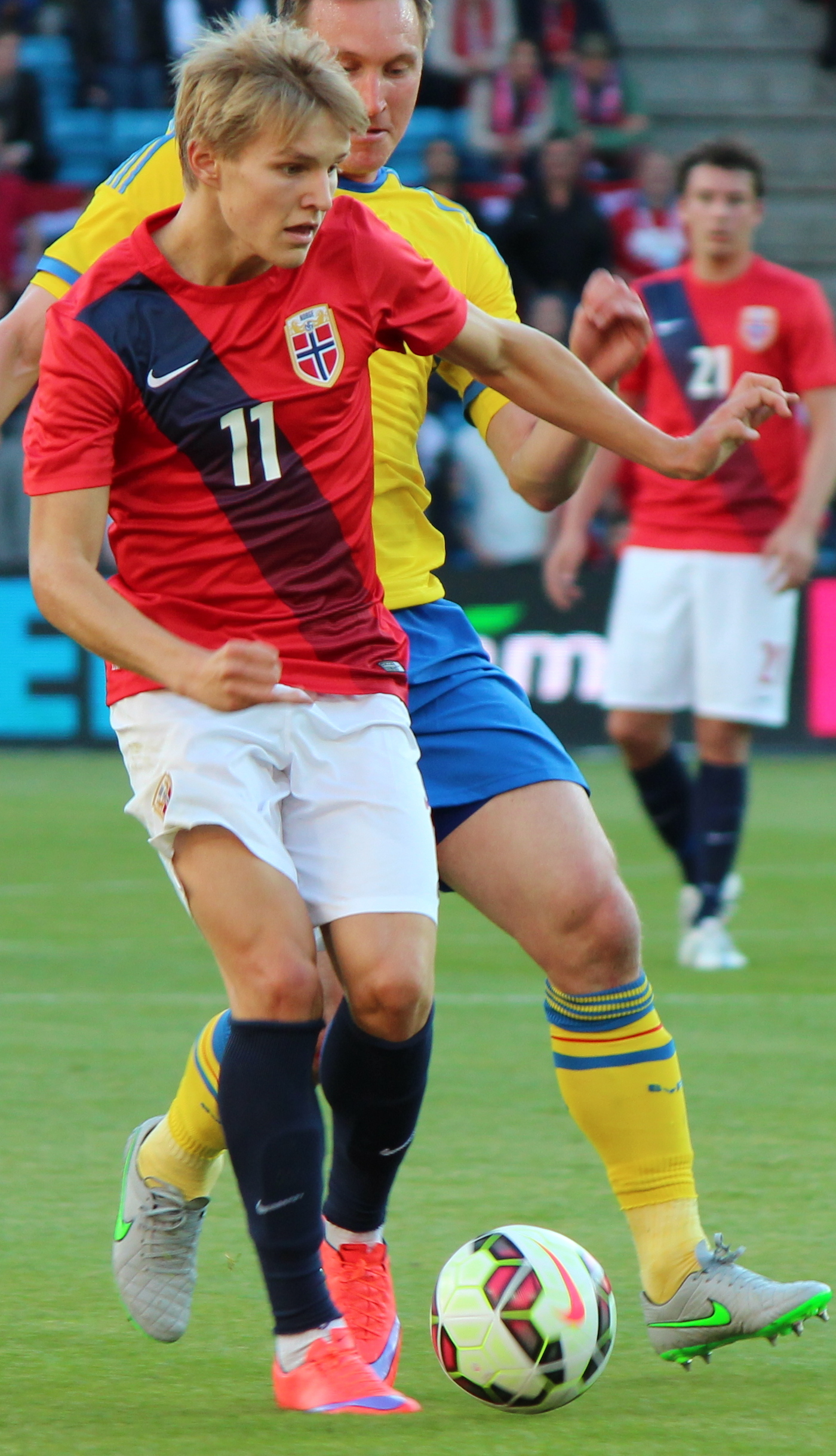
Martin Ødegaard vann Gullballen 2019.

Sedan 2018 har Gullballen blivit utdelat till både bästa dam- och herrspelare.
| År   | Vinnare            | Klubb(ar)                         |
| ---- | ------------------ | --------------------------------- |
| 2018 | Rune Jarstein      | Hertha BSC                        |
| 2019 | Martin Ødegaard    | Vitesse Real Sociedad             |
| 2020 | Erling Haaland     | Borussia Dortmund                 |
| 2021 | Erling Haaland (2) | Borussia Dortmund                 |
| 2022 | Erling Haaland (3) | Borussia Dortmund Manchester City |

| År   | Vinnare                    | Klubb(ar)               |
| ---- | -------------------------- | ----------------------- |
| 2018 | Ada Hegerberg (3)          | Lyon                    |
| 2019 | Caroline Graham Hansen     | VfL Wolfsburg Barcelona |
| 2020 | Caroline Graham Hansen (2) | Barcelona               |
| 2021 | Caroline Graham Hansen (3) | Barcelona               |
| 2022 | Guro Reiten                | Chelsea                 |

## Gullballenvinnare per klubb

### Damernas klubbar
| Klubb         | Vinster |
| ------------- | ------- |
| Barcelona     | 3       |
| Lyon          | 3       |
| Chelsea       | 1       |
| VfL Wolfsburg | 1       |

### Herrarnas klubbar
| Klubb             | Vinster |
| ----------------- | ------- |
| Borussia Dortmund | 3       |
| Bournemouth       | 1       |
| Celtic            | 1       |
| Hertha BSC        | 1       |
| Manchester City   | 1       |
| Real Sociedad     | 1       |
| Vitesse           | 1       |